# Höhenangst (1994)
Höhenangst ist ein österreichischer Spielfilm von Houchang Allahyari, der darin auch selbst eine kleine Rolle spielt. Nach seiner Entlassung aus der Haft findet Mario ein Refugium auf dem verfallenen Bauernhof der eigenbrötlerischen Frau Gusenleitner und ihrem Vater. Die Rolle des Mario war das Filmdebüt des Schauspielers Fritz Karl.

## Handlung
Der Film Höhenangst erzählt die Geschichte von dem Jugendlichen Mario Müllner, der bei seiner Entlassung aus dem Gefängnis die Auflage erhält, bei seinen Eltern zu wohnen. Das lehnt er ab, nicht zuletzt, weil er von seinem brutalen Vater noch nie akzeptiert wurde. Eine andere Bleibe findet er jedoch nicht: Seine Freundin Sabine lässt ihn im Stich, und in das kriminelle Milieu aus der Zeit vor dem Gefängnis möchte er nicht zurück. Er wird getrieben von der Angst vor sämtlichen Uniformierten, die seinen Weg kreuzen, auch weil er keinerlei Ausweis besitzt (das hat das Gericht so verfügt, damit er nicht flüchten kann). Ein LKW-Fahrer nimmt ihn mit; als er bei einer Tankstelle hört, dass in der Nähe Polizeikontrollen stattfinden, steigt er aus. Im Wirtshaus macht man sich einen Scherz und empfiehlt ihm, Arbeit bei der eigenbrötlerischen Frau Gusenleitner zu suchen. Tatsächlich wird er auf dem abgelegenen und ärmlichen Bauernhof von Frau Gusenleitner und ihrem alten Vater aufgenommen. Frau Gusenleitner ist aus Verbitterung über die Menschen aus Wien aufs Land gezogen und gilt im Dorf eine unbeliebte Außenseiterin, die verdächtigt wird, ihren Mann ermordet zu haben (in Wahrheit hat der Mann sie jedoch sitzen lassen, nachdem er sie um ihre Ersparnisse gebracht hat). Allmählich lebt sich Mario bei den Gusenleitners ein und bringt das Eis bei ihr, aber auch bei der Dorfgemeinschaft zum Schmelzen, nachdem er sich bei den Protesten der Dorfgemeinschaft gegen eine neue Schnellstraße engagiert. Während der Bürgermeister und der Landespolitiker Karl Prokopp TV-Ansprachen über den Bau der Straße halten, entrollt er von einem hohen Fabriksturm ein Protesttransparent. Da Marios Vater nur bereit ist, zu bestätigen, dass Mario bei ihm wohnt, wenn er weiß, wo er sich wirklich aufhält, verrät ihm der Bewährungshelfer seinen wahren Aufenthaltsort. Daraufhin fährt Marios Vater in den kleinen Ort, stellt Mario zur Rede, weil er nahezu unentgeltlich bei Frau Gusenleitner arbeitet, und outet ihn vor allen Leuten als Ex-Häftling. Mario flüchtet daraufhin mit dem Auto von Klaudia, der Freundin seines Bewährungshelfers, baut betrunken einen Unfall, läuft auf den Fabriksturm und droht, sich hinunterzustürzen. Die Polizei macht mit Folgetonhorn und Megaphon alles nur schlimmer. Frau Gusenleitner überwindet ihre Höhenangst (normalerweise schafft sie es schon nicht, eine Leiter zu erklimmen), geht zu Mario auf den Turm und schafft es tatsächlich, ihn zurückzuholen. Mario wird bei ihr bleiben. (Und Klaudia verzichtet auf eine Anzeige wegen des Autos.)

## Kritik
„Der Film konzentriert sich weitgehend auf die Stimmungen seiner Hauptpersonen, die er glaubhaft vermittelt. Trotz einiger Klischees und Zuspitzungen überzeugt er durch seinen Appell für die Annahme von Nähe und Geborgenheit und den Abbau von Vorurteilen und Isolation.“